# Kobayashi (Miyazaki)
Kobayashi (小林市 -shi) é uma cidade japonesa localizada na província de Miyazaki.
Em 2003 a cidade tinha uma população estimada em 39 628 habitantes e uma densidade populacional de 171,73 h/km². Tem uma área total de 230,76 km².
Recebeu o estatuto de cidade a 1 de Abril de 1950.